# Fred Lebow

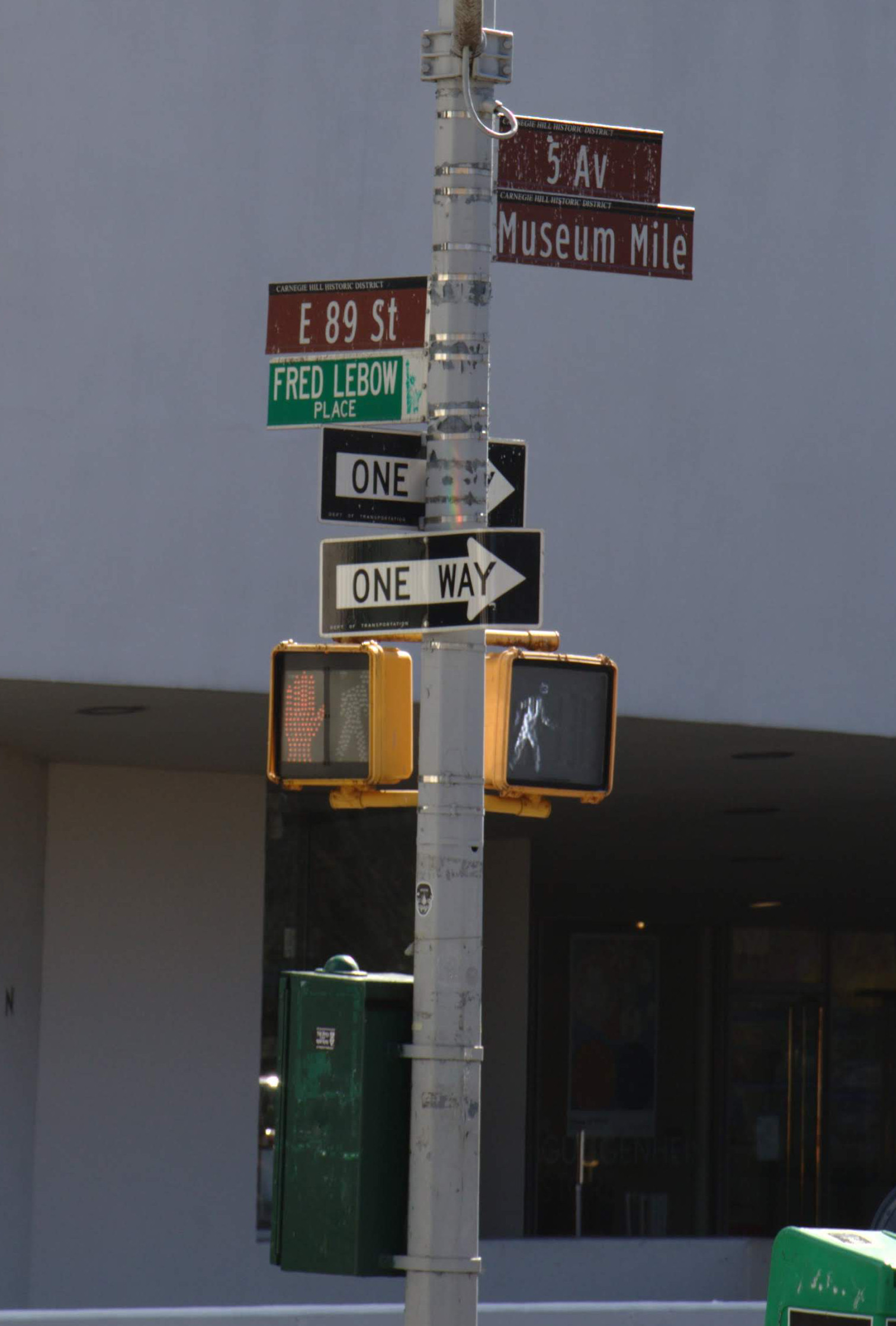
Straßenschild Ecke 89. Straße und 5. Avenue in New York City mit der Bezeichnung Fred Lebow Place

Fred Lebow (* 3. Juni 1932 als Fischel Lebowitz in Arad, Rumänien; † 9. Oktober 1994 in New York City, New York) war ein US-amerikanisch-rumänischer Marathonläufer, der den New-York-City-Marathon und andere Läufe in New York City organisierte.
Als sechstes von sieben Kindern geboren, floh er als orthodoxer Jude zunächst vor den Nazis und später dann vor den Kommunisten. 1949 emigrierte er in die USA und ließ sich in New York nieder.
Konditionstraining im Central Park für seine damalige Lieblingssportart Tennis weckte seine Begeisterung für den Langstreckenlauf, worauf er den New York Road Runners beitritt.
Von 1970 bis 1993 war er der Renndirektor des New-York-City-Marathons. Innerhalb weniger Jahre machte er aus dieser lokalen Laufveranstaltung einen der bedeutendsten Marathons der Welt. Fred Lebow war es zu verdanken, dass der Marathon 1976 von einer Rundstrecke (vier Runden) im Central Park gegen den Widerstand der Stadtverwaltung von New York auf eine Streckenführung durch alle fünf New Yorker Verwaltungsbezirke wechseln konnte.
1990 wurde bei ihm ein Gehirntumor festgestellt. 1992 erfüllte er sich einen letzten großen Wunsch: Er lief „seinen“ Marathon zusammen mit der neunfachen Siegerin Grete Waitz.
Fred Lebow starb am 9. Oktober 1994 an Krebs, sechs Wochen nachdem ihn der US-Leichtathletikverband in seine Hall of Fame aufgenommen hatte. Ihm zu Ehren gibt es ein Denkmal, welches zum Marathon 1994, der nur wenige Wochen nach Lebows Tod am 6. November 1994 stattfand, eingeweiht wurde. Es befindet sich regulär gegenüber dem Guggenheim Museum an der 5th Avenue im Central Park am Reservoir, wird aber immer zum New York Marathon in die Nähe der Ziellinie gebracht wird, die sich neben der „Tavern on the Green“ befindet. Dort begrüßt es die Läufer, wie es Lebow zu Lebzeiten selbst tat. Jedoch hat die jährliche Versetzung auch einen anderen Hintergrund: 1994 galt ein Moratorium für neue Kunstwerke im Central Park. Daher wurde die Statue als temporär eingestuft und muss daher nach den Regeln des Parks mindestens einmal im Jahr versetzt werden.
Lebows Wirken wurde auch filmisch gewürdigt. In der Dokumentation „Run for Your Life“ wurde sein Lebensweg nachgezeichnet, von seiner Flucht aus Europa, den Anfängen in der Textilindustrie, seine Bedeutung für den Laufsport in New York und darüber hinaus, bis hin zu seinem frühen Tod. Die Dokumentation „Free to Run“ zeichnet unter anderem das Leben von Lebow innerhalb der Laufszene in den USA nach und seine Beteiligung bei der Entscheidung, dass Marathonläufer ein reguläres Preisgeld erhalten und kein „Schmiergeld“ mehr.
Seit 2019 veranstalten die New York Road Runners einen Halbmarathon im Januar, der seinen Namen trägt und im Central Park stattfindet. Er musste wegen der COVID-19-Pandemie im Jahr 2021 abgesagt werden.